# چرات
چرات   روستایی است از توابع بخش مرکزی شهرستان سوادکوه در استان مازندران ایران. زبان مردم چرات مازندرانی است.